# Grimaldi Forum Monaco
Grimaldi Forum Monaco är en byggnad som ligger på 10 Avenue Princesse Grace i distriktet Larvotto i Monaco. Anläggningen består av tre auditorium (Salle des Princes, Salle Prince Pierre och Salle Camille Blanc), elva till 22 konferenslokaler beroende på behov av storlek och efterfrågan och tre restauranger. Den används primärt av Monte Carlo-baletten och Orchestre Philharmonique de Monte-Carlo men används också årligen av fordonsmässan Ever Monaco och det europeiska fotbollsförbundet Uefa när Uefa ska lotta gruppspelen till fotbollsturneringarna Champions League och Europa League samt utse den bästa fotbollsspelaren i Europa för aktuell säsong.
Konstruktionen av Grimaldi Forum inleddes i januari 1993 och stod färdig i januari 1998, man hade dock ett uppehåll på ett år under byggprocessen. Kostnaden landade på drygt €300 miljoner. Byggnaden invigdes officiellt den 20 juli 2000 av den dåvarande fursten Rainier III av Monaco, kronprinsen Albert II av Monaco och prinsessan Stéphanie av Monaco. Den fick sitt namn från den regerande fursteätten Grimaldi.

## Galleri

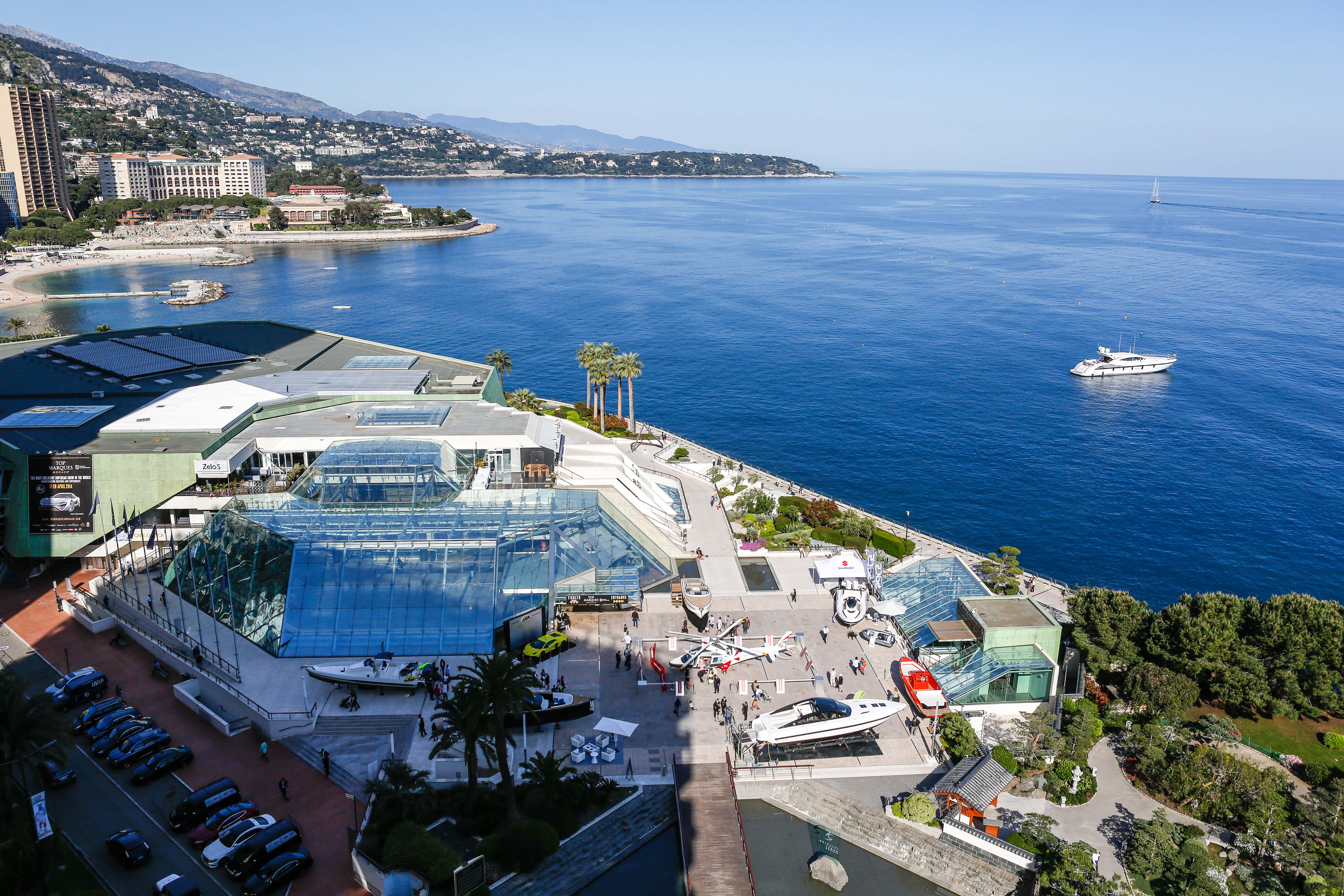
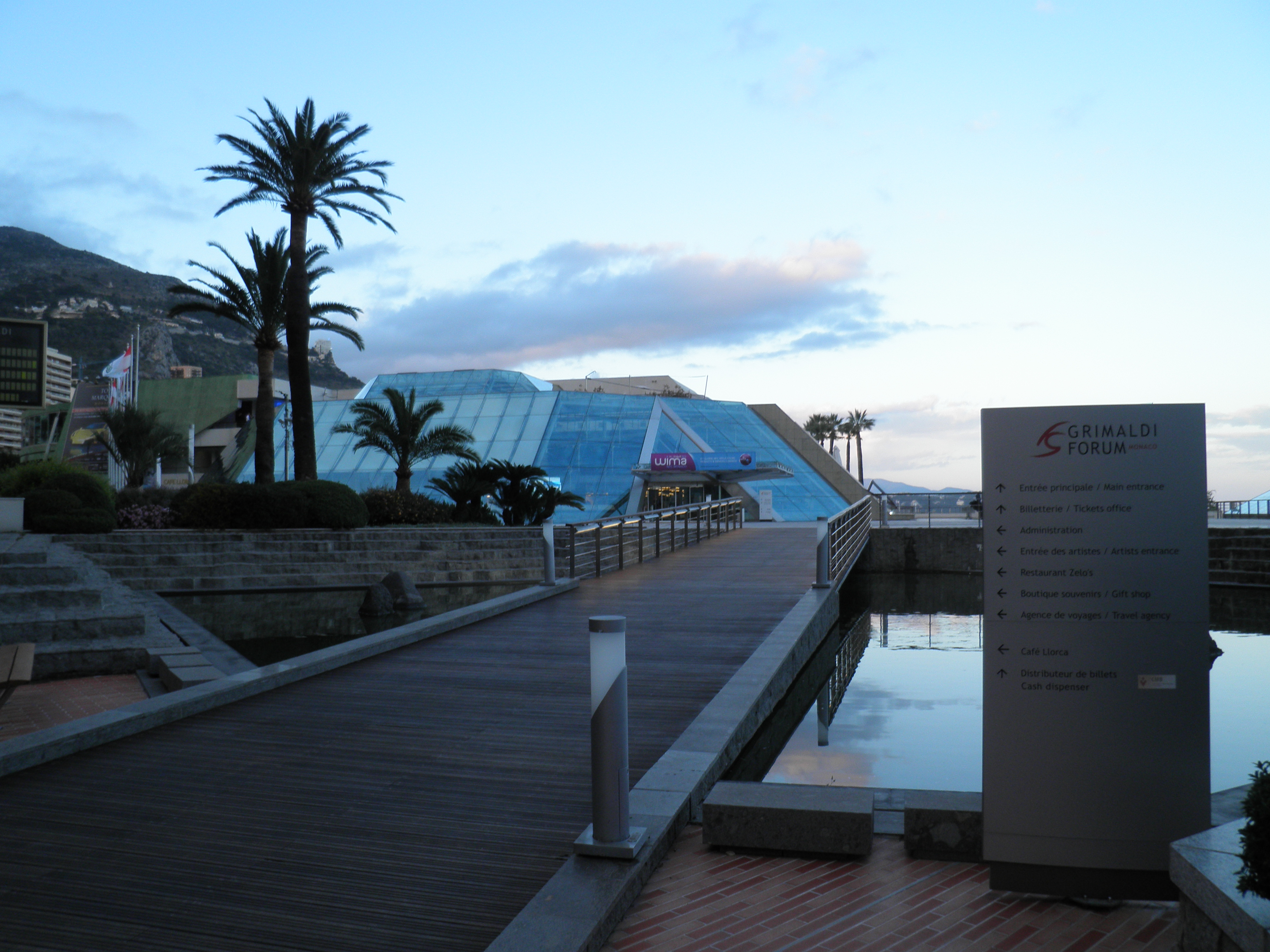
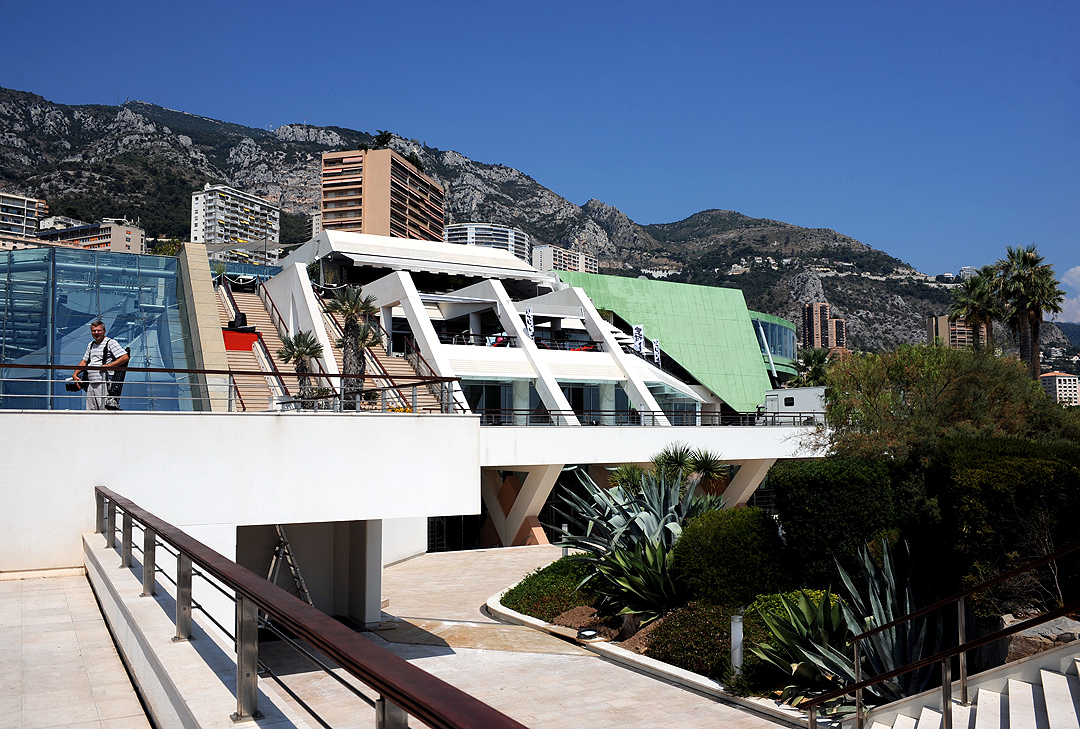
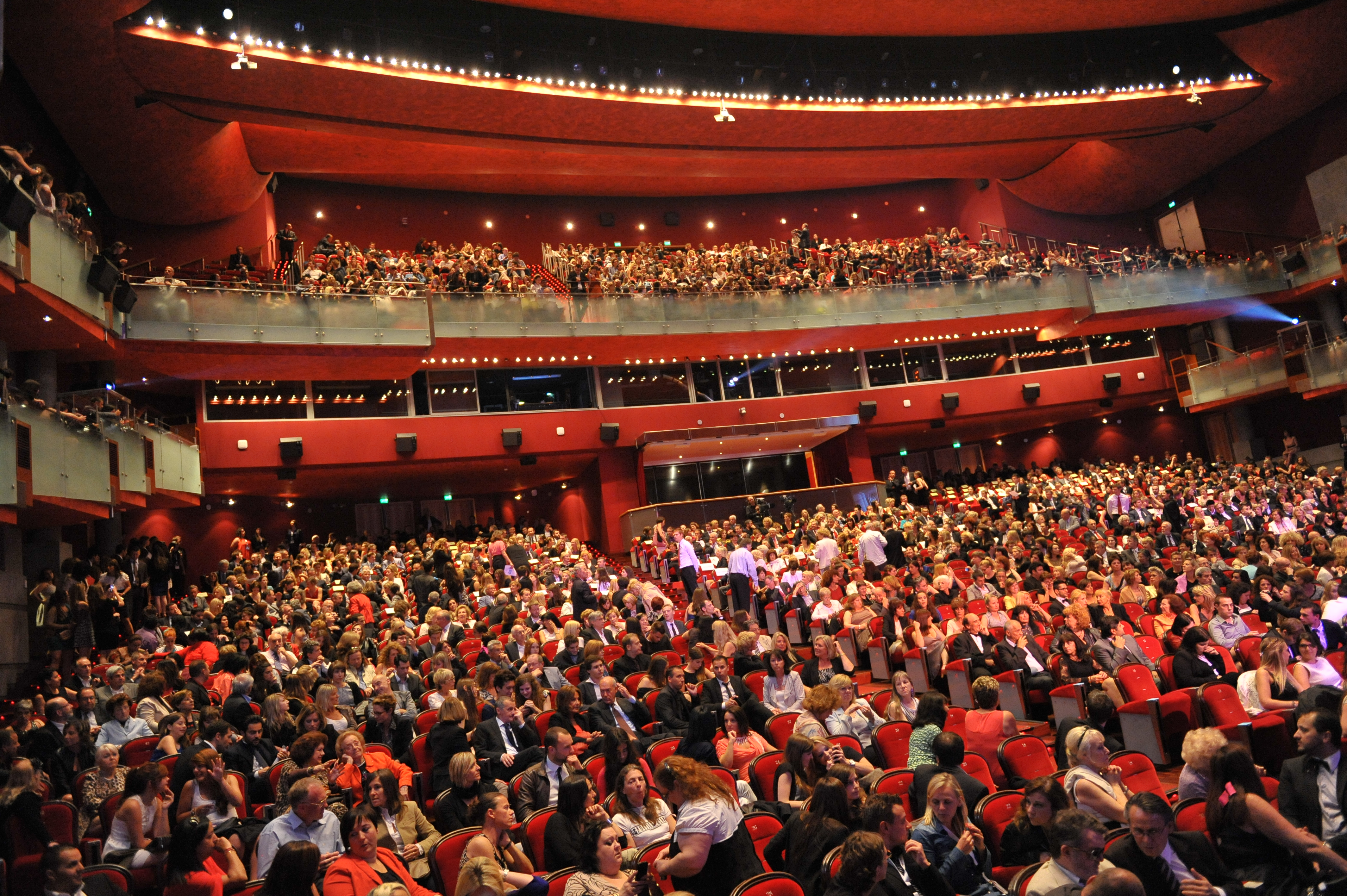